# Margie Monfils
Margie Monfils is een Nederlandse regisseur en producent van televisieprogramma’s en documentaires. Haar werk richt zich vaak op maatschappelijke en persoonlijke thema’s. Ze was betrokken bij verschillende documentaires en televisiefilms, zowel als regisseur als producent.
Regiewerk:
- Startproblemen (1984)[4] - Televisieproductie waarin Monfils de regie voerde.
- Als je met een boer trouwt (1980) Televisiefilm van 40 minuten.
- Koeman & Co (1990)

Productiewerk:
- Het monument (1999) – Documentaire
- Een leven op zee (1999) – Documentaire over het leven van een Nederlandse scheepsingenieur en de geschiedenis van de Nederlandse Pakketvaart Maatschappij (KPM).
- De donderdag documentaire: Vergeten toekomst (2005)
- De Vrouwen van Srebrenica (2005) – Documentaire over de vrouwen die de genocide in Srebrenica overleefden.
- Mensjesrechten (2008) - Documentaire
- Liefde voor de Heer (2010) - Documentaire
- My Own Private War (2015)[5] – Korte documentaire van 57 minuten, waarin Monfils zowel producent als uitvoerend producent was.